# Petting
Petting (englisch petting, von to pet „liebkosen“) bezeichnet sexuelle Handlungen zwischen Menschen, die jede Art von sexueller Stimulation ohne Vollzug des Geschlechtsverkehrs umfassen.

## Definition
Petting umfasst die Formen körperlichen Kontakts außerhalb des Koitus, die sexuelle Erregung hervorrufen. Führt es zum Koitus, so wird es auch Vorspiel genannt. Die wichtigsten Praktiken sind Küssen und manuelle und orale Stimulation der erogenen Zonen einschließlich der primären und sekundären Geschlechtsmerkmale sowie das Aneinanderreiben derselben. Petting gilt als verbreitetste Form des Sexualverhaltens bei Jugendlichen und jungen Erwachsenen. Im weiteren Sinne ist auch das Fingern als eine mögliche Variante des Pettings anzusehen.

## Vorspiel
Zum Vorspiel kann auch das Kuscheln gehören, da es besonders bei Frauen, aber auch bei vielen Männern geeignet ist, sexuelles Verlangen auszulösen und beginnende sexuelle Erregung hervorzurufen. Kuscheln fällt jedoch nicht unter die Definition von Petting.

## Begriffsgeschichte
In der etwa um 1930 erschienenen deutschen Ausgabe Die Revolution der modernen Jugend (Revolt of Modern Youth von Ben B. Lindsey und Wainwrigt Evans, ca. 1925) schreiben die Übersetzer in der Einführung: „… Von den Colleges und Universitäten mit coeducation rührt die petting party her, das heißt die Poussiergesellschaft, die von petting = streicheln ihren Namen hat. Darunter verbirgt sich alles mögliche bis zur sexuellen Intimität, Petting may include any carnality short of fornication, sagt Henry L. Mencken in Americana 1925.“
Der Begriff wurde Mitte des 20. Jahrhunderts im Sinne von „sexuell erregende körperliche Reizspiele“ aus dem Englischen übernommen. Petting bedeutet dort eigentlich „Liebkosung, Knutscherei“, zu engl. to pet „verzärteln, verhätscheln, liebkosen“ und wurde abgeleitet von pet „gehätscheltes Tier(junges)“.

## Kulturelle und juristische Bedeutung
In den Vereinigten Staaten hat Petting – als Sex ohne genitale, orale oder anale Penetration – eine juristische Bedeutung: während Petting oft straffrei ist, erfüllt der volle Geschlechtsverkehr zwischen Jugendlichen, von denen mindestens einer sich noch im Schutzalter befindet, in vielen Bundesstaaten den Straftatbestand des sexual misconduct („sexuelle Verfehlung“). Für Einzelheiten siehe Sexueller Missbrauch von Jugendlichen#Vereinigte Staaten von Amerika.